# San Saba County
San Saba County är ett administrativt område i delstaten Texas, USA, med 6 131 invånare (2010). Den administrativa huvudorten (county seat) är San Saba. 

## Geografi
Enligt United States Census Bureau så har countyt en total area på 2 947 km². 2 937 km² av den arean är land och 10 km² är vatten.  

### Angränsande countyn
- Mills County - norr
- Lampasas County - öster
- Burnet County - sydost
- Llano County - söder
- Mason County - sydväst
- McCulloch County - väster
- Brown County - nordväst